# Małgorzata Izabela Czartoryska
Małgorzata Izabela Czartoryska, pełne imię Małgorzata Izabela Maria Magdalena Antonina Hiacynta Józefa Ludwika (ur. 17 sierpnia 1902 w Warszawie, zm. 8 marca 1929 w Cannes) – z domu księżniczka Czartoryska herbu Pogoń Litewska, po mężu księżna de Burbon Sycylijska.

## Rodzina
Małgorzata Izabela była najstarszym dzieckiem księcia Adama Ludwika Czartoryskiego i jego żony hrabianki Marii Ludwiki Krasińskiej. Rodzicami jej ojca byli:
- książę Władysław Czartoryski, młodszy syn księcia Adama Jerzego Czartoryskiego i Anny Sapieżanki.
- księżniczka Małgorzata Adelajda Orleańska, córka Ludwika Karola Orleańskiego księcia de Nemours i Wiktorii Franciszki Sachsen-Coburg-Cohary, wnuczka króla Francji Ludwika Filipa I Burbona[2].

Rodzicami jej matki byli:
Ludwik Józef Krasiński i Magdalena z domu Zawisza-Kierżgaiłło.
Młodszy brat Małgorzaty Izabeli, książę Augustyn Józef Czartoryski, poślubił bratanicę jej męża, księżniczkę Marię Dolores de Bourbon-Sycylijską, ciotkę byłego króla Hiszpanii Jana Karola I.

## Małżeństwo i potomstwo
25 sierpnia 1927 roku w Paryżu Małgorzata Izabela Czartoryska poślubiła księcia Gabriela de Burbon Sycylijskiego.
Gabriel Maria Józef Karol Ignacy Antoni Alfons Jan de Bourbon (urodzony 11 stycznia 1897 w Cannes – zmarły 22 października 1975 w Itu w Brazylii) był najmłodszym z dwanaściorga dzieci Alfonsa de Burbon hrabiego Caserty i jego żony Marii Antoniny de Burbon, córki hrabiego Trapani (oboje rodzice Gabriela należeli do linii Burbonów Sycylijskich). 
Małgorzata Izabela Czartoryska i Gabriel de Burbon doczekali się jednego syna – Antoniego Marii Józefa Alfonsa Adama, urodzonego 20 stycznia 1929 w Cannes. W kilka tygodni po urodzeniu dziecka księżna Małgorzata Izabela zmarła.
Drugą żoną Gabriela została w 1932 księżniczka Cecylia Lubomirska (urodzona 28 czerwca 1907 w Porębie Wielkiej – zmarła 20 września 2001 w São Paulo w Brazylii), córka księcia Kazimierza Lubomirskiego i hrabianki Marii Teresy Wodzickiej. Z tego związku pochodziło czworo dzieci: Jan Maria, Maria Małgorzata, Maria Immakulata i Kazimierz.